# Mohamed Ihab
Mohamed Ihab Youssef Ahmed Mahmoud (محمد إيهاب, ur. 21 listopada 1989) – egipski sztangista. Brązowy medalista olimpijski.
W 2016 roku wywalczył brązowy medal w wadze do 77 kilogramów na igrzyskach olimpijskich w Rio de Janeiro. Rok później zdobył złoty medal mistrzostw świata w Anaheim. Ponadto zdobył srebrne medale: w wadze do 69 kilogramów podczas mistrzostw świata w Ałmaty (2014) i w kategorii do 77 kilogramów na mistrzostwach świata w Houston (2015). 